# باريس تورز 2003
باريس تورز 2003 (بالفرنسية: Paris-Tours 2003)‏ هو سباق دراجات هوائية، وهو الموسم رقم 97 من باريس تورز، وأقيم في 5 أكتوبر 2003 ضمن سباقات كأس العالم لسباق الدراجات على الطريق 2003 ‏.
فاز بالمركز الأول إريك تسابل، وبالمركز الثاني أليساندرو بيتاتشي، وبالمركز الثالث ستيوارت اوغرادي.

## الفائزون
| الترتيب | الفائز            |
| ------- | ----------------- |
| الفائز  | إريك تسابل        |
| الثاني  | أليساندرو بيتاتشي |
| الثالث  | ستيوارت اوغرادي   |